# Clitellata
I Clitellati sono una classe di anellidi che vivono nelle acque dolci, sul terreno o in ambienti litorali.
Trattasi di un gruppo monofiletico comprendente Oligocheti e Irudinei, caratterizzato da varie simapomorfie quali: la presenza di un clitello, le varie tappe in comune dell'ontogenesi, la localizzazione delle gonadi in solo alcuni segmenti, la quasi scomparsa del prostomio con la conseguente migrazione del ganglio cerebrale nel peristomio (secondo segmento) e la struttura caratteristica degli spermatozoi.
La riproduzione è in genere sessuale, sempre con individui ermafroditi.